# Kappenkuppe
Die Kappenkuppe ist ein 900 m hoher Nunatak an der Pennell-Küste des ostantarktischen Viktorialands. Sie ragt östlich des Fortenberry-Gletschers auf der Halbinsel Tapsell Foreland an der Yule Bay auf.
Wissenschaftler der deutschen Expedition GANOVEX I (1979–1980) nahmen seine Benennung vor. Namensgeber ist der deutsche Botaniker Ludger Kappen von der Universität Kiel, nach dem auch die Kappen-Kliffs benannt sind.